# Heleococcum japonense
Heleococcum japonense är en svampart som beskrevs av Tubaki 1967. Heleococcum japonense ingår i släktet Heleococcum och familjen Bionectriaceae.   Inga underarter finns listade i Catalogue of Life.